# Ella Mastrantonio
Ella Mastrantonio (Fremantle, 22 gennaio 1992) è una calciatrice australiana, di ruolo centrocampista.

## Carriera

### Club

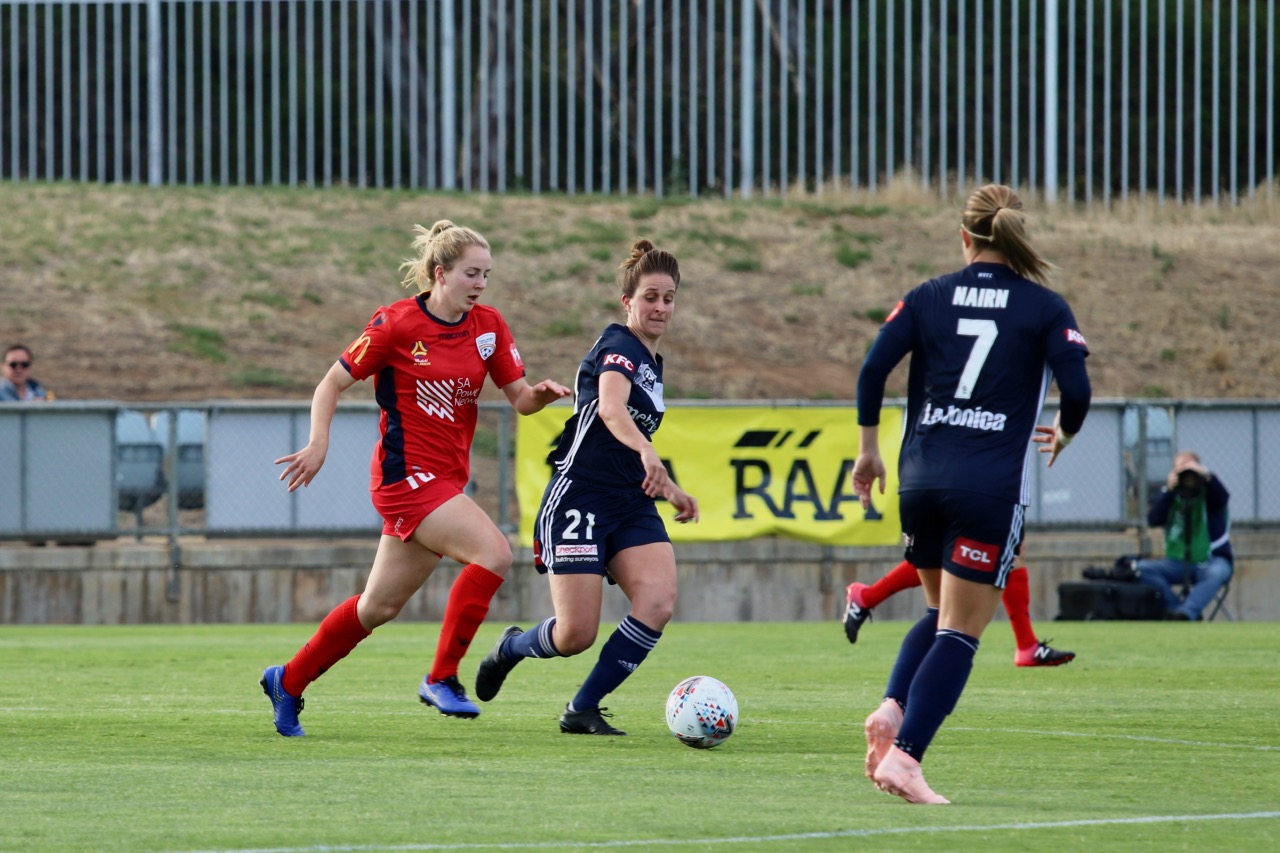
Mastrantonio, al centro, in tenuta nera (13), in un'azione di gioco durante la W-League 2018-2019.

Mastrantonio si appassiona al calcio, fin da giovanissima, iniziando l'attività agonistica con le giovanili del Fremantle Spirit, società della città dive nasce e cresce con la famiglia, Fremantle, nell'Australia Occidentale dove viene notata, in un incontro tra Under-12 con i suoi figli, dall'allora tecnico federale della nazionale femminile Under-20 ed ex nazionale australiano Alistair Edwards. Dopo un trasferimento al Fremantle City e l'approfondimento tecnico grazie al National Training Centre program viene chiamata dall'head coach Nicola Williams al Perth Glory, la neoistituita squadra femminile dell'omonimo club per disputare il primo campionato della neofondata W-League femminile australiana. Rimane legata al club della Capitale dell'Australia Occidentale per due stagioni, cogliendo rispettivamente un 5º e un 6º posto nelle stagioni regolare 2008-2009 e 2009 di W-League e maturando complessivamente 16 presenze.
Dalla stagione 2010-2011 si trasferisce al Melbourne Victory, inaugurando il periodo che la vedrà trasferirsi ciclicamente tra i due club per altre due volte fino al campionato 2018-2019. In questo periodo coglie il suo miglior risultato sportivo nel campionato di W-League 2014, dove con il Perth Glory giunge al 1º posto nella stagione regolare, per poi disputare la finale, perdendola, con il Canberra United, ripetendosi con il Melbourne Victory, 1º posto nella stagione regolare, in quello 2018-2019.
Nel novembre 2019 si trasferisce al West. Sydney W. per quello che sarà il suo ultimo campionato in patria. Con il club di Sydney marca 11 presenze, terminando al 4º posto nella stagione regolare per venire poi subito eliminato dal Melbourne City in semifinale.

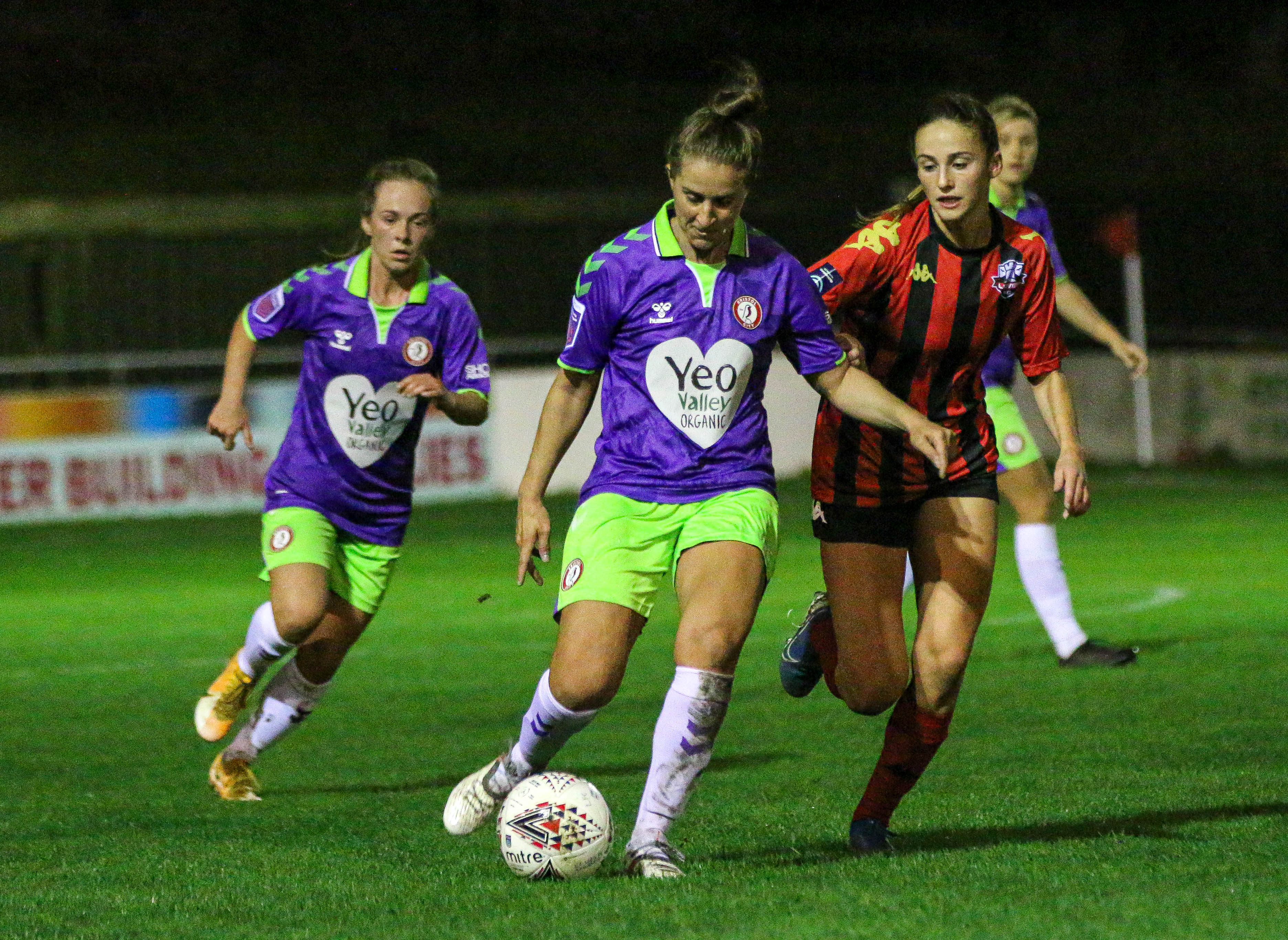
Mastrantonio, al centro, in tenuta viola e verde del, in un'azione di gioco durante l'incontro della FA Women's League Cup con il.

Dopo oltre un decennio giocato nella W-League australiana, il 30 giugno 2020 viene annunciato il suo arrivo al Bristol City per disputare la stagione 2020-2021 con il club inglese. Mastrantonio debutta in FA WSL il 6 settembre 2020, nell'incontro casalingo perso per 4-0 con l'Everton. Il 24 aprile 2021, alla 20ª giornata di campionato, marca la sua prima rete europea, siglando il gol che, in piena zona Cesarini, fissa sul 2-2 l'incontro con l'Aston Villa. Mastrantonio chiude la stagione con 15 presenze su 22 incontri di campionato, con la squadra incapace di trovare la passata competitività e che, chiudendo al 12º e ultimo posto in classifica, viene retrocesso in FA Women's Championship.
Dopo essere stata svincolata dal club di Bristol, durante il calciomercato estivo 2021 decide di unirsi alla Lazio, club italiano neopromosso in Serie A, per la sua seconda esperienza all'estero. Qui, però, vi rimane fino alla fine del girone d'andata, chiedendo la rescissione del contratto per le prestazioni generali della squadra e per non ritrovare le motivazioni iniziali a seguito dell'esonero del tecnico Carolina Morace. All'inizio di gennaio 2022 si è accasata al Pomigliano, altra società neopromossa in Serie A.
Terminata la stagione, è tornata in Australia ed è tornata a giocare dopo sei anni per il Perth Glory.

### Nazionale
Mastrantonio, dopo il periodo di approfondimento del National Training Centre program, inizia ad essere convocata dalla Federcalcio australiana fin da giovanissima, inserita in rosa, appena quindicenne, con la formazione Under-16 che disputa il campionato asiatico di Malaysia 2007, che inserita nel gruppo A viene eliminata già nella fase a gironi.
Grazie alle prestazioni espresse con la maglia delle Young Matildas, già l'anno successivo approda alla nazionale maggiore, chiamata dal commissario tecnico Tom Sermanni nella squadra che affronta la Coppa d'Asia di Vietnam 2008. Quello stesso anno, in ottobre, indossa per la prima volta anche la maglia della Under-19 impegnata nelle qualificazioni al campionato asiatico di Cina 2009.
Dopo l'esperienza in Coppa d'Asia 2008 Sermanni continua a convocarla sporadicamente, maturando una mezza dozzina di presenze prima che le vengano preferite altre giocatrici per quel ruolo nella nazionale. Con l'arrivo dello svedese Tony Gustavsson sulla panchina delle Matildas, in occasione della preparazione della squadra in previsione delle Olimpiadi di Tokio 2020, Mastrantonio ha l'opportunità di vestire nuovamente la maglia della sua nazionale giocando qualche minuto nell'amichevole del 13 aprile 2021 persa per 5-0 con i Paesi Bassi.